# Журавльова Алла Йосипівна
Алла Йосипівна Журавльова (4 серпня 1937 , Україна, Ворошиловград, Сталінська область і СРСР  — 18 січня 2024 ) — радянська та російська театральна актриса, народна артистка Росії (2000), актриса Мурманського обласного драматичного театру.

## Біографія
Народилася 4 серпня 1937 року у місті Ворошиловграді (нині Луганську) в Українській РСР. У 1960 році завершила навчання та отримала диплом про вищу освіту в Харківському державному інституті мистецтв. Почала працювати в музично-драматичному театрі в Луганську, потім працювала в Казахстані в Кустанайському російському обласному драматичному театрі.
У 1963 році переїхала до міста Мурманська на півночі Росії і почала працювати в Театрі Північного флоту. З 1968 по 1971 роки працювала в Потсдамі, виступала у театрі Групи радянських військ у Німеччині. 1971 року повернулася до Театру Північного флоту. В 1992 році почала свою тривалу роботу актрисою Мурманського обласного драматичного театру. Тут зіграла кілька десятків провідних ролей.
У 2017 році їй присуджено спеціальну премію «Золота маска» за видатний внесок у розвиток театрального мистецтва.

## Нагороди
- Народна артистка України (18.11.2000).
- Заслужений артист Російської РФСР (20.04.1987)
- Російська національна театральна премія «Золота маска» «За визначний внесок у розвиток театрального мистецтва» (2018)[4]
- Лауреатка премії губернатора Мурманської області.

## Роботи у театрі
Мурманський обласний драматичний театр
- Кручиніна — «Без вини винні»;
- Софія — «Зикови»;
- Гелена — «Варшавська мелодія»;
- Маша — «Океан»;
- Філумена Мартурано — Філумена Мортурано;
- Бабуся — «Дерева вмирають стоячи», А. Касона;
- Єлизавета Англійська — «Єлизавета Англійська», Ф. Брукнера;
- Аманда — «Скляний звіринець», Т. Вільямса;
- А — «Три високі жінки», Е. Олбі;
- Ханума — «Проробки Хануми», А. Цагарелі;
- Теффі — «Вигнання» по повісті Н. Теффі «Спогади»;
- Стара-мільйонерка, Мері — «Доброго ранку, сто доларів!», І. Гаручави, П. Хотяновського;

Моноспектаклі
- моновистава «Фамар» за романом Томаса Манна «Йосип та його брати»;
- моновистава «Злочин і…», Є. Зам'ятіна;
- Вечір старовинного романсу «Ми дивно зустрілися…».